# Корольов Євгеній Олександрович
Євгеній Олександрович Корольов (26 березня 1991) — білоруський стрибун у воду.
Учасник Олімпійських Ігор 2016 року, де в стрибках з 10-метрової вишки посів 26-те місце.
Срібний призер Європи 2014 року в синхронних стрибках з 10-ти метрової вишки.